# Edith-Södergran-Preis
Der Edith-Södergran-Preis (schwedisch Edith Södergran-priset) ist ein finnischer Literaturpreis, den die Edith-Södergran-Gesellschaft (schwedisch Edith Södergran-sällskapet) in unregelmäßigen Abständen vergibt. 
Ursprünglich wurden Poetinnen geehrt, die in Edith Södergrans Geist dichten. 1992 erhielt mit George C. Schoolfield ein Literaturwissenschaftler die Auszeichnung. 2002 erhielt die Schriftstellerin und Übersetzerin Stina Katchadourian den Preis für die Vermittlung von Södergrans Werk auf Englisch. Der erste Dichter, der ausgezeichnet wurde, war 2014 Tomas Mikael Bäck.

## Preisträger
- 1984 – Solveig von Schoultz
- 1985 – Merja-Riitta Stenroos
- 1986 – Inga-Britt Wik
- 1987 – Gurli Lindén
- 1988 – Tua Forsström
- 1992 – George C. Schoolfield
- 2002 – Stina Katchadourian
- 2014 – Tomas Mikael Bäck